# Giro d'Itàlia de 2002
La 85a edició del Giro d'Itàlia es va disputar entre l''11 de maig i el 2 de juny de 2002, amb un recorregut de 3.357,7 km, dividit en un pròleg i 20 etapes, amb inici a Groningen i final a Milà.
Van participar-hi 198 ciclistes repartits entre 22 equips de 9 corredors cadascun, resultant vencedor absolut l'italià Paolo Savoldelli, que va acabar la prova en 89h 22' 42" a una velocitat mitjana de 37,567 km/h.

## Equips participants
Els 22 equips que van prendre part a la cursa van ser:
| Equip                  | Cap de files               |
| ---------------------- | -------------------------- |
| Saeco-Cannondale       | Gilberto Simoni            |
| Acqua & Sapone         | Mario Cipollini            |
| Alessio                | Ivan Gotti                 |
| Ceramica Panaria       | Julio Alberto Pérez Cuapio |
| Colòmbia-Selle Itàlia  | Freddy González            |
| Fassa Bortolo          | Francesco Casagrande       |
| Gerolsteiner           | Georg Totschnig            |
| Index Alexia           | Paolo Savoldelli           |
| Kelme-Costa Blanca     | Aitor González             |
| Lampre                 | pàvel tonkov               |
| Landbouwkrediet        | Iaroslav Popòvitx          |
| Lotto-Adecco           | Rik Verbrugghe             |
| Mapei-Quick Step       | Cadel Evans                |
| Mercatone Un           | Marco Pantani              |
| Formaggi Trentini      | Luis Felipe Laverde        |
| Phonak Hearing Systems | Massimo Strazzer           |
| Rabobank               | Michael Boogerd            |
| Tacconi                | Dario Frigo                |
| Team Coast             | Fernando Escartín          |
| Team Colpack           | Matteo Carrara             |
| Team CSC               | Tyler Hamilton             |
| Telekom                | Jens Heppner               |

## Etapes
| Etapa  | Data       | Recorregut                            | km         | Guanyador                  | Líder                 |
| ------ | ---------- | ------------------------------------- | ---------- | -------------------------- | --------------------- |
| Pròleg | 11 de maig | Groninga- Groninga                    | 6,5 (CRI)  | Juan Carlos Domínguez      | Juan Carlos Domínguez |
| 1ª     | 12 de maig | Groningen- Münster                    | 218        | Mario Cipollini            | Mario Cipollini       |
| 2ª     | 13 de maig | Colònia- Ans                          | 209        | Stefano Garzelli           | Stefano Garzelli      |
| 3ª     | 14 de maig | Verviers- Esch-sur-Alzette            | 206        | Mario Cipollini            | Stefano Garzelli      |
| 4ª     | 15 de maig | Esch-sur-Alzette- Estrasburg          | 232        | Robbie McEwen              | Stefano Garzelli      |
| 5ª     | 17 de maig | Fossano-Limone Piemonte               | 150        | Stefano Garzelli           | Stefano Garzelli      |
| 6ª     | 18 de maig | Cuneo-Varazze                         | 191        | Giovanni Lombardi          | Jens Heppner          |
| 7ª     | 19 de maig | Viareggio-Camaiore                    | 159        | Rik Verbrugghe             | Jens Heppner          |
| 8ª     | 20 de maig | Capannori-Orvieto                     | 237        | Aitor González             | Jens Heppner          |
| 9ª     | 21 de maig | Tívoli-Caserta                        | 201        | Mario Cipollini            | Jens Heppner          |
| 10ª    | 22 de maig | Maddaloni-Benevento                   | 118        | Robbie McEwen              | Jens Heppner          |
| 11ª    | 23 de maig | Benevento-Campitello Matese           | 199        | Gilberto Simoni            | Jens Heppner          |
| 12ª    | 24 de maig | Campobasso-Chieti                     | 185        | Denis Lunghi               | Jens Heppner          |
| 13ª    | 25 de maig | Chieti-San Giacomo                    | 155        | Julio Alberto Pérez Cuapio | Jens Heppner          |
| 14ª    | 26 de maig | Numana-Numana                         | 30,3 (CRI) | Tyler Hamilton             | Jens Heppner          |
| 15ª    | 28 de maig | Terme Euganee-Conegliano              | 158        | Mario Cipollini            | Jens Heppner          |
| 16ª    | 29 de maig | Conegliano-Corvara in Badia           | 163        | Julio Alberto Pérez Cuapio | Cadel Evans           |
| 17ª    | 30 de maig | Corvara in Badia-Folgaria (Passo Coe) | 222        | Pàvel Tonkov               | Paolo Savoldelli      |
| 18.ª   | 31 de maig | Rovereto-Brescia                      | 143        | Mario Cipollini            | Paolo Savoldelli      |
| 19ª    | 1 de juny  | Cambiago-Monticello                   | 42,9 (CRI) | Aitor González             | Paolo Savoldelli      |
| 20ª    | 2 de juny  | Cantù-Milán                           | 141        | Mario Cipollini            | Paolo Savoldelli      |

## Llista de participants
| Saeco-Longoni Sport SAE | Saeco-Longoni Sport SAE       | Saeco-Longoni Sport SAE |
| ----------------------- | ----------------------------- | ----------------------- |
| Núm                     | Ciclista                      | Pos                     |
| 1                       | Gilberto Simoni (ITA)         | NP-12                   |
| 2                       | Igor Astarloa Askasibar (ESP) | 53è                     |
| 3                       | Oscar Mason (ITA)             | 56è                     |
| 4                       | Biagio Conte (ITA)            | 101è                    |
| 5                       | Alessio Galletti (ITA)        | 117è                    |
| 6                       | Igor Pugaci (MDA)             | 40è                     |
| 7                       | Marius Sabaliauskas (LTU)     | DNF-12                  |
| 8                       | Fabio Sacchi (ITA)            | 58è                     |
| 9                       | Alessandro Spezialetti (ITA)  | 48è                     |

| Acqua & Sapone-Cantina Tollo ACQ | Acqua & Sapone-Cantina Tollo ACQ | Acqua & Sapone-Cantina Tollo ACQ |
| -------------------------------- | -------------------------------- | -------------------------------- |
| Núm                              | Ciclista                         | Pos                              |
| 11                               | Mario Cipollini (ITA)            | 100è                             |
| 12                               | Roberto Conti (ITA)              | 79è                              |
| 13                               | Martin Derganc (SLO)             | 95è                              |
| 14                               | Cristian Gasperoni (ITA)         | 131è                             |
| 15                               | Gabriele Colombo (ITA)           | 130è                             |
| 16                               | Giovanni Lombardi (ITA)          | 87è                              |
| 17                               | Michele Scarponi (ITA)           | 18è                              |
| 18                               | Mario Scirea (ITA)               | 109è                             |
| 19                               | Guido Trenti (ITA)               | 125è                             |

| Alessio ALS | Alessio ALS                | Alessio ALS |
| ----------- | -------------------------- | ----------- |
| Núm         | Ciclista                   | Pos         |
| 21          | Alessandro Bertolini (ITA) | 83è         |
| 22          | Pietro Caucchioli (ITA)    | 3r          |
| 23          | Daniele De Paoli (ITA)     | 32è         |
| 24          | Angelo Furlan (ITA)        | 128è        |
| 25          | Ivan Gotti (ITA)           | 13è         |
| 26          | Cristian Moreni (ITA)      | 28è         |
| 27          | Vladimir Miholjević (CRO)  | 35è         |
| 28          | Franco Pellizotti (ITA)    | 16è         |
| 29          | Mauro Zanetti (ITA)        | DNF-9       |

| Ceramica Panaria-Fiordo PAN | Ceramica Panaria-Fiordo PAN      | Ceramica Panaria-Fiordo PAN |
| --------------------------- | -------------------------------- | --------------------------- |
| Núm                         | Ciclista                         | Pos                         |
| 31                          | Graeme Brown (AUS)               | FC-6                        |
| 32                          | Julio Alberto Pérez Cuapio (MEX) | 19è                         |
| 33                          | Faat Zakirov (RUS)               | NP-6                        |
| 34                          | Serhíi Matvèiev (UKR)            | 54è                         |
| 35                          | Volodímir Duma (UKR)             | 36è                         |
| 36                          | Nicola Chesini (ITA)             | NP-6                        |
| 37                          | Filippo Perfetto (ITA)           | NP-6                        |
| 38                          | Evgueni Seniouskine (BLR)        | 126è                        |
| 39                          | Enrico Degano (ITA)              | 138è                        |

| Colombia-Selle Italia CLM | Colombia-Selle Italia CLM              | Colombia-Selle Italia CLM |
| ------------------------- | -------------------------------------- | ------------------------- |
| Núm                       | Ciclista                               | Pos                       |
| 41                        | Freddy González Martínez (COL)         | DNF-10                    |
| 42                        | Carlos Alberto Contreras Caño (COL)    | NP-3                      |
| 43                        | José Joaquín Castelblanco Romero (COL) | 34è                       |
| 44                        | Hernán Darío Muñoz Giraldo (COL)       | 27è                       |
| 45                        | Ruber Marín (COL)                      | 74è                       |
| 46                        | Juan Diego Ramírez (COL)               | DNF-16                    |
| 47                        | Jhon Freddy García Feria (COL)         | DNF-15                    |
| 48                        | Fortunato Baliani (ITA)                | DNF-7                     |
| 49                        | Mikhailo Khalilov (UKR)                | 84è                       |

| Fassa Bortolo FAS | Fassa Bortolo FAS          | Fassa Bortolo FAS |
| ----------------- | -------------------------- | ----------------- |
| Núm               | Ciclista                   | Pos               |
| 51                | Michele Bartoli (ITA)      | NP-2              |
| 52                | Wladimir Belli (ITA)       | 16è               |
| 53                | Francesco Casagrande (ITA) | DQ-15             |
| 54                | Serhí Hontxar (UKR)        | 23è               |
| 55                | Alessandro Petacchi (ITA)  | 94è               |
| 56                | Gorazd Štangelj (SLO)      | NP-1              |
| 57                | Matteo Tosatto (ITA)       | 63è               |
| 58                | Dmitri Konyschew (RUS)     | 103è              |
| 59                | Denis Zanette (ITA)        | 119è              |

| Gerolsteiner GST | Gerolsteiner GST       | Gerolsteiner GST |
| ---------------- | ---------------------- | ---------------- |
| Núm              | Ciclista               | Pos              |
| 61               | Daniele Contrini (ITA) | DNF-17           |
| 62               | Gianni Faresin (ITA)   | 21è              |
| 63               | René Haselbacher (AUT) | 106è             |
| 64               | Ellis Rastelli (ITA)   | 123è             |
| 65               | Davide Rebellin (ITA)  | DNF-12           |
| 66               | Saulius Ruškys (LTU)   | DNF-2            |
| 67               | Torsten Schmidt (GER)  | DNF-7            |
| 68               | Georg Totschnig (AUT)  | 7è               |
| 69               | Peter Wrolich (AUT)    | 82è              |

| Index-Alexia Alluminio INA | Index-Alexia Alluminio INA | Index-Alexia Alluminio INA |
| -------------------------- | -------------------------- | -------------------------- |
| Núm                        | Ciclista                   | Pos                        |
| 71                         | Dario Andriotto (ITA)      | DNF-16                     |
| 72                         | Mario Manzoni (ITA)        | 136è                       |
| 73                         | Bo Hamburger (DEN)         | 77è                        |
| 74                         | Paolo Lanfranchi (ITA)     | 41è                        |
| 75                         | Paolo Savoldelli (ITA)     | 1r                         |
| 76                         | Eddy Serri (ITA)           | 140è                       |
| 77                         | Ivan Quaranta (ITA)        | DNF-12                     |
| 78                         | Daniele Righi (ITA)        | 85è                        |
| 79                         | Mauro Zinetti (ITA)        | DNF-16                     |

| Kelme-Costa Blanca KEL | Kelme-Costa Blanca KEL               | Kelme-Costa Blanca KEL |
| ---------------------- | ------------------------------------ | ---------------------- |
| Núm                    | Ciclista                             | Pos                    |
| 81                     | Ángel Vicioso Arcos (ESP)            | 50è                    |
| 82                     | Aitor González Jiménez (ESP)         | 6è                     |
| 83                     | Isaac Gàlvez López (ESP)             | 121è                   |
| 84                     | Francisco León Mane (ESP)            | 69è                    |
| 85                     | Juan José de los Ángeles Seguí (ESP) | 33è                    |
| 86                     | Jesús María Manzano Ruano (ESP)      | DNF-6                  |
| 87                     | José Cayetano Juliá Cegarra (ESP)    | 88è                    |
| 88                     | Santiago Pérez Fernández (ESP)       | DNF-8                  |
| 89                     | Gustavo Otero (ESP)                  | 62è                    |

| Lampre-Daikin LAM | Lampre-Daikin LAM             | Lampre-Daikin LAM |
| ----------------- | ----------------------------- | ----------------- |
| Núm               | Ciclista                      | Pos               |
| 91                | Pàvel Tonkov (RUS)            | 5è                |
| 92                | Simone Bertoletti (ITA)       | FC-16             |
| 93                | Massimo Codol (ITA)           | NP-14             |
| 94                | Juan Manuel Gárate Cepa (ESP) | 4t                |
| 95                | Gabriele Missaglia (ITA)      | 72è               |
| 96                | Mariano Piccoli (ITA)         | 43è               |
| 97                | Milan Kadlec (CZE)            | 64è               |
| 98                | Maximilian Sciandri (GBR)     | 68è               |
| 99                | Sergio Barbero (ITA)          | 66è               |

| Landbouwkrediet-Colnago LAN | Landbouwkrediet-Colnago LAN | Landbouwkrediet-Colnago LAN |
| --------------------------- | --------------------------- | --------------------------- |
| Núm                         | Ciclista                    | Pos                         |
| 101                         | Rolf Sørensen (DEN)         | 124è                        |
| 102                         | Iaroslav Popòvitx (UKR)     | 12è                         |
| 103                         | Lorenzo Bernucci (ITA)      | 76è                         |
| 104                         | Domenico Romano (ITA)       | NP-5                        |
| 105                         | Oscar Cavagnis (ITA)        | 120è                        |
| 106                         | Marc Streel (BEL)           | NP-15                       |
| 107                         | Sergej Advejev (UKR)        | 54è                         |
| 108                         | Volodímir Bileka (UKR)      | 16è                         |
| 109                         | Iuri Metluixenko (UKR)      | FC-16                       |

| Lotto-Adecco ___ | Lotto-Adecco ___           | Lotto-Adecco ___ |
| ---------------- | -------------------------- | ---------------- |
| Núm              | Ciclista                   | Pos              |
| 111              | Christophe Detilloux (BEL) | 118è             |
| 112              | Robbie McEwen (AUS)        | NP-11            |
| 113              | Thierry Marichal (BEL)     | 97è              |
| 114              | Stefan van Dijk (NED)      | DNF-12           |
| 115              | Kurt Van De Wouwer (BEL)   | 26è              |
| 116              | Kurt Van Lancker (BEL)     | DNF-5            |
| 117              | Ief Verbrugghe (BEL)       | DNF-12           |
| 118              | Rik Verbrugghe (BEL)       | 9è               |
| 119              | Aart Vierhouten (NED)      | 104è             |

| Mapei-Quick Step MAP | Mapei-Quick Step MAP    | Mapei-Quick Step MAP |
| -------------------- | ----------------------- | -------------------- |
| Núm                  | Ciclista                | Pos                  |
| 121                  | Paolo Bettini (ITA)     | NP-8                 |
| 122                  | Davide Bramati (ITA)    | 71è                  |
| 123                  | Dario David Cioni (ITA) | 29è                  |
| 124                  | Cadel Evans (AUS)       | 14è                  |
| 125                  | Paolo Fornaciari (ITA)  | 92è                  |
| 126                  | Stefano Garzelli (ITA)  | NP-10                |
| 127                  | Robert Hunter (RSA)     | DNF-6                |
| 128                  | Daniele Nardello (ITA)  | 42è                  |
| 129                  | Andrea Noè (ITA)        | 20è                  |

| Mercatone Uno ___ | Mercatone Uno ___              | Mercatone Uno ___ |
| ----------------- | ------------------------------ | ----------------- |
| Núm               | Ciclista                       | Pos               |
| 131               | Marco Pantani (ITA)            | DNF-16            |
| 132               | Andrei Mizúrov (KAZ)           | 37è               |
| 133               | Daniel Clavero Sebastián (ESP) | NP-5              |
| 134               | Riccardo Forconi (ITA)         | DNF-10            |
| 135               | Luca Mazzanti (ITA)            | 67è               |
| 136               | Francesco Secchiari (ITA)      | NP-5              |
| 137               | Roberto Sgambelluri (ITA)      | NP-12             |
| 138               | Gianmario Ortenzi (ITA)        | 99è               |
| 139               | Fabiano Fontanelli (ITA)       | 135è              |

| Formaggi Trentini ___ | Formaggi Trentini ___             | Formaggi Trentini ___ |
| --------------------- | --------------------------------- | --------------------- |
| Núm                   | Ciclista                          | Pos                   |
| 141                   | Domenico Gualdi (ITA)             | DNF-16                |
| 142                   | Ruggero Marzoli (ITA)             | DNF-15                |
| 143                   | Saša Gajičić (SRB)                | DNF-12                |
| 144                   | Antonio Rizzi (ITA)               | DNF-13                |
| 145                   | Moreno Di Biase (ITA)             | 137è                  |
| 146                   | Denis Bondarenko (RUS)            | 105è                  |
| 147                   | Uroš Murn (SLO)                   | 86è                   |
| 148                   | Hector Orlando Mesa (COL)         | 80è                   |
| 149                   | Luis Felipe Laverde Jiménez (COL) | 31è                   |

| Phonak Hearing Systems PHO | Phonak Hearing Systems PHO            | Phonak Hearing Systems PHO |
| -------------------------- | ------------------------------------- | -------------------------- |
| Núm                        | Ciclista                              | Pos                        |
| 151                        | Matthias Buxhofer (AUT)               | 55è                        |
| 152                        | Juan Carlos Domínguez Domínguez (ESP) | 75è                        |
| 153                        | Cédric Fragnière (SUI)                | DNF-2                      |
| 154                        | Fabrice Gougot (FRA)                  | 127è                       |
| 155                        | Bert Grabsch (GER)                    | 61è                        |
| 156                        | Alexandre Moos (SUI)                  | 51è                        |
| 157                        | Óscar Pereiro Sio (ESP)               | 11è                        |
| 158                        | Massimo Strazzer (ITA)                | 116è                       |
| 159                        | Sven Teutenberg (GER)                 | DNF-12                     |

| Rabobank RAB | Rabobank RAB            | Rabobank RAB |
| ------------ | ----------------------- | ------------ |
| Núm          | Ciclista                | Pos          |
| 161          | Michael Boogerd (NED)   | 17è          |
| 162          | Jan Boven (NED)         | 57è          |
| 163          | Marc Lotz (NED)         | 70è          |
| 164          | Geert Verheyen (BEL)    | 47è          |
| 165          | Steven de Jongh (NED)   | 98è          |
| 166          | Addy Engels (NED)       | 24è          |
| 167          | Grischa Niermann (GER)  | 22è          |
| 168          | Mathew Hayman (AUS)     | 91è          |
| 169          | Thorwald Veneberg (NED) | 65è          |

| Tacconi Sport ___ | Tacconi Sport ___       | Tacconi Sport ___ |
| ----------------- | ----------------------- | ----------------- |
| Núm               | Ciclista                | Pos               |
| 171               | Dario Frigo (ITA)       | 10è               |
| 172               | Ruggero Borghi (ITA)    | DNF-3             |
| 173               | Massimo Apollonio (ITA) | 114è              |
| 174               | Eddy Mazzoleni (ITA)    | 15è               |
| 175               | Zoran Klemenčič (SLO)   | FC-16             |
| 176               | Mauro Gerosa (ITA)      | 102è              |
| 177               | Sylwester Szmyd (POL)   | 44è               |
| 178               | Mauro Radaelli (ITA)    | 113è              |
| 179               | Steve Zampieri (SUI)    | 89è               |

| Team Coast COA | Team Coast COA                 | Team Coast COA |
| -------------- | ------------------------------ | -------------- |
| Núm            | Ciclista                       | Pos            |
| 181            | Manuel Beltrán Martínez (ESP)  | 52è            |
| 182            | André Korff (GER)              | 115è           |
| 183            | Fernando Escartín Coti (ESP)   | 8è             |
| 184            | Fabrizio Guidi (ITA)           | DNF-18         |
| 185            | Frank Høj (DEN)                | 107è           |
| 186            | Francisco José Lara Ruiz (ESP) | 46è            |
| 187            | Lars Michaelsen (DEN)          | 112è           |
| 188            | Raphael Schweda (GER)          | 78è            |
| 189            | Malte Urban (GER)              | 134è           |

| Colpack-Astro CPK | Colpack-Astro CPK       | Colpack-Astro CPK |
| ----------------- | ----------------------- | ----------------- |
| Núm               | Ciclista                | Pos               |
| 191               | Denis Lunghi (ITA)      | 30è               |
| 192               | Matteo Carrara (ITA)    | 81è               |
| 193               | Michele Colleoni (ITA)  | DNF-16            |
| 194               | Matteo Gigli (ITA)      | 133è              |
| 195               | Leonardo Giordani (ITA) | NP-4              |
| 196               | Renzo Mazzoleni (ITA)   | 96è               |
| 197               | Miguel Ángel Meza (MEX) | 129è              |
| 198               | Hidenori Nodera (JPN)   | 139è              |
| 199               | Vladimir Smirnov (LTU)  | DNF-5             |

| CSC-Tiscali CSC | CSC-Tiscali CSC                       | CSC-Tiscali CSC |
| --------------- | ------------------------------------- | --------------- |
| Núm             | Ciclista                              | Pos             |
| 201             | Carlos Sastre Candil (ESP)            | 38è             |
| 202             | Francisco Javier Cerezo Perales (ESP) | 59è             |
| 203             | Marcelino García Alonso (ESP)         | 39è             |
| 204             | Tyler Hamilton (USA)                  | 2n              |
| 205             | Danny Jonasson                        | 132è            |
| 206             | Jimmi Madsen (DEN)                    | 108è            |
| 207             | Andrea Peron (ITA)                    | 73è             |
| 208             | Michael Rasmussen (DEN)               | 45è             |
| 209             | Manuel Calvente (ESP)                 | 60è             |

| Telekom TEL | Telekom TEL            | Telekom TEL |
| ----------- | ---------------------- | ----------- |
| Núm         | Ciclista               | Pos         |
| 211         | Ralf Grabsch (GER)     | 111è        |
| 212         | Serguei Iàkovlev (KAZ) | 90è         |
| 213         | Torsten Hiekmann (GER) | 49è         |
| 214         | Jens Heppner (GER)     | NP-18       |
| 215         | Danilo Hondo (GER)     | NP-5        |
| 216         | Kai Hundertmarck (GER) | 93è         |
| 217         | Matthias Kessler (GER) | 25è         |
| 218         | Jan Schaffrath (GER)   | 122è        |
| 219         | Stephan Schreck (GER)  | 110è        |

| Saeco-Longoni Sport SAE | Saeco-Longoni Sport SAE       | Saeco-Longoni Sport SAE |
| ----------------------- | ----------------------------- | ----------------------- |
| Núm                     | Ciclista                      | Pos                     |
| 1                       | Gilberto Simoni (ITA)         | NP-12                   |
| 2                       | Igor Astarloa Askasibar (ESP) | 53è                     |
| 3                       | Oscar Mason (ITA)             | 56è                     |
| 4                       | Biagio Conte (ITA)            | 101è                    |
| 5                       | Alessio Galletti (ITA)        | 117è                    |
| 6                       | Igor Pugaci (MDA)             | 40è                     |
| 7                       | Marius Sabaliauskas (LTU)     | DNF-12                  |
| 8                       | Fabio Sacchi (ITA)            | 58è                     |
| 9                       | Alessandro Spezialetti (ITA)  | 48è                     |

| Acqua & Sapone-Cantina Tollo ACQ | Acqua & Sapone-Cantina Tollo ACQ | Acqua & Sapone-Cantina Tollo ACQ |
| -------------------------------- | -------------------------------- | -------------------------------- |
| Núm                              | Ciclista                         | Pos                              |
| 11                               | Mario Cipollini (ITA)            | 100è                             |
| 12                               | Roberto Conti (ITA)              | 79è                              |
| 13                               | Martin Derganc (SLO)             | 95è                              |
| 14                               | Cristian Gasperoni (ITA)         | 131è                             |
| 15                               | Gabriele Colombo (ITA)           | 130è                             |
| 16                               | Giovanni Lombardi (ITA)          | 87è                              |
| 17                               | Michele Scarponi (ITA)           | 18è                              |
| 18                               | Mario Scirea (ITA)               | 109è                             |
| 19                               | Guido Trenti (ITA)               | 125è                             |

| Alessio ALS | Alessio ALS                | Alessio ALS |
| ----------- | -------------------------- | ----------- |
| Núm         | Ciclista                   | Pos         |
| 21          | Alessandro Bertolini (ITA) | 83è         |
| 22          | Pietro Caucchioli (ITA)    | 3r          |
| 23          | Daniele De Paoli (ITA)     | 32è         |
| 24          | Angelo Furlan (ITA)        | 128è        |
| 25          | Ivan Gotti (ITA)           | 13è         |
| 26          | Cristian Moreni (ITA)      | 28è         |
| 27          | Vladimir Miholjević (CRO)  | 35è         |
| 28          | Franco Pellizotti (ITA)    | 16è         |
| 29          | Mauro Zanetti (ITA)        | DNF-9       |

| Ceramica Panaria-Fiordo PAN | Ceramica Panaria-Fiordo PAN      | Ceramica Panaria-Fiordo PAN |
| --------------------------- | -------------------------------- | --------------------------- |
| Núm                         | Ciclista                         | Pos                         |
| 31                          | Graeme Brown (AUS)               | FC-6                        |
| 32                          | Julio Alberto Pérez Cuapio (MEX) | 19è                         |
| 33                          | Faat Zakirov (RUS)               | NP-6                        |
| 34                          | Serhíi Matvèiev (UKR)            | 54è                         |
| 35                          | Volodímir Duma (UKR)             | 36è                         |
| 36                          | Nicola Chesini (ITA)             | NP-6                        |
| 37                          | Filippo Perfetto (ITA)           | NP-6                        |
| 38                          | Evgueni Seniouskine (BLR)        | 126è                        |
| 39                          | Enrico Degano (ITA)              | 138è                        |

| Colombia-Selle Italia CLM | Colombia-Selle Italia CLM              | Colombia-Selle Italia CLM |
| ------------------------- | -------------------------------------- | ------------------------- |
| Núm                       | Ciclista                               | Pos                       |
| 41                        | Freddy González Martínez (COL)         | DNF-10                    |
| 42                        | Carlos Alberto Contreras Caño (COL)    | NP-3                      |
| 43                        | José Joaquín Castelblanco Romero (COL) | 34è                       |
| 44                        | Hernán Darío Muñoz Giraldo (COL)       | 27è                       |
| 45                        | Ruber Marín (COL)                      | 74è                       |
| 46                        | Juan Diego Ramírez (COL)               | DNF-16                    |
| 47                        | Jhon Freddy García Feria (COL)         | DNF-15                    |
| 48                        | Fortunato Baliani (ITA)                | DNF-7                     |
| 49                        | Mikhailo Khalilov (UKR)                | 84è                       |

| Fassa Bortolo FAS | Fassa Bortolo FAS          | Fassa Bortolo FAS |
| ----------------- | -------------------------- | ----------------- |
| Núm               | Ciclista                   | Pos               |
| 51                | Michele Bartoli (ITA)      | NP-2              |
| 52                | Wladimir Belli (ITA)       | 16è               |
| 53                | Francesco Casagrande (ITA) | DQ-15             |
| 54                | Serhí Hontxar (UKR)        | 23è               |
| 55                | Alessandro Petacchi (ITA)  | 94è               |
| 56                | Gorazd Štangelj (SLO)      | NP-1              |
| 57                | Matteo Tosatto (ITA)       | 63è               |
| 58                | Dmitri Konyschew (RUS)     | 103è              |
| 59                | Denis Zanette (ITA)        | 119è              |

| Gerolsteiner GST | Gerolsteiner GST       | Gerolsteiner GST |
| ---------------- | ---------------------- | ---------------- |
| Núm              | Ciclista               | Pos              |
| 61               | Daniele Contrini (ITA) | DNF-17           |
| 62               | Gianni Faresin (ITA)   | 21è              |
| 63               | René Haselbacher (AUT) | 106è             |
| 64               | Ellis Rastelli (ITA)   | 123è             |
| 65               | Davide Rebellin (ITA)  | DNF-12           |
| 66               | Saulius Ruškys (LTU)   | DNF-2            |
| 67               | Torsten Schmidt (GER)  | DNF-7            |
| 68               | Georg Totschnig (AUT)  | 7è               |
| 69               | Peter Wrolich (AUT)    | 82è              |

| Index-Alexia Alluminio INA | Index-Alexia Alluminio INA | Index-Alexia Alluminio INA |
| -------------------------- | -------------------------- | -------------------------- |
| Núm                        | Ciclista                   | Pos                        |
| 71                         | Dario Andriotto (ITA)      | DNF-16                     |
| 72                         | Mario Manzoni (ITA)        | 136è                       |
| 73                         | Bo Hamburger (DEN)         | 77è                        |
| 74                         | Paolo Lanfranchi (ITA)     | 41è                        |
| 75                         | Paolo Savoldelli (ITA)     | 1r                         |
| 76                         | Eddy Serri (ITA)           | 140è                       |
| 77                         | Ivan Quaranta (ITA)        | DNF-12                     |
| 78                         | Daniele Righi (ITA)        | 85è                        |
| 79                         | Mauro Zinetti (ITA)        | DNF-16                     |

| Kelme-Costa Blanca KEL | Kelme-Costa Blanca KEL               | Kelme-Costa Blanca KEL |
| ---------------------- | ------------------------------------ | ---------------------- |
| Núm                    | Ciclista                             | Pos                    |
| 81                     | Ángel Vicioso Arcos (ESP)            | 50è                    |
| 82                     | Aitor González Jiménez (ESP)         | 6è                     |
| 83                     | Isaac Gàlvez López (ESP)             | 121è                   |
| 84                     | Francisco León Mane (ESP)            | 69è                    |
| 85                     | Juan José de los Ángeles Seguí (ESP) | 33è                    |
| 86                     | Jesús María Manzano Ruano (ESP)      | DNF-6                  |
| 87                     | José Cayetano Juliá Cegarra (ESP)    | 88è                    |
| 88                     | Santiago Pérez Fernández (ESP)       | DNF-8                  |
| 89                     | Gustavo Otero (ESP)                  | 62è                    |

| Lampre-Daikin LAM | Lampre-Daikin LAM             | Lampre-Daikin LAM |
| ----------------- | ----------------------------- | ----------------- |
| Núm               | Ciclista                      | Pos               |
| 91                | Pàvel Tonkov (RUS)            | 5è                |
| 92                | Simone Bertoletti (ITA)       | FC-16             |
| 93                | Massimo Codol (ITA)           | NP-14             |
| 94                | Juan Manuel Gárate Cepa (ESP) | 4t                |
| 95                | Gabriele Missaglia (ITA)      | 72è               |
| 96                | Mariano Piccoli (ITA)         | 43è               |
| 97                | Milan Kadlec (CZE)            | 64è               |
| 98                | Maximilian Sciandri (GBR)     | 68è               |
| 99                | Sergio Barbero (ITA)          | 66è               |

| Landbouwkrediet-Colnago LAN | Landbouwkrediet-Colnago LAN | Landbouwkrediet-Colnago LAN |
| --------------------------- | --------------------------- | --------------------------- |
| Núm                         | Ciclista                    | Pos                         |
| 101                         | Rolf Sørensen (DEN)         | 124è                        |
| 102                         | Iaroslav Popòvitx (UKR)     | 12è                         |
| 103                         | Lorenzo Bernucci (ITA)      | 76è                         |
| 104                         | Domenico Romano (ITA)       | NP-5                        |
| 105                         | Oscar Cavagnis (ITA)        | 120è                        |
| 106                         | Marc Streel (BEL)           | NP-15                       |
| 107                         | Sergej Advejev (UKR)        | 54è                         |
| 108                         | Volodímir Bileka (UKR)      | 16è                         |
| 109                         | Iuri Metluixenko (UKR)      | FC-16                       |

| Lotto-Adecco ___ | Lotto-Adecco ___           | Lotto-Adecco ___ |
| ---------------- | -------------------------- | ---------------- |
| Núm              | Ciclista                   | Pos              |
| 111              | Christophe Detilloux (BEL) | 118è             |
| 112              | Robbie McEwen (AUS)        | NP-11            |
| 113              | Thierry Marichal (BEL)     | 97è              |
| 114              | Stefan van Dijk (NED)      | DNF-12           |
| 115              | Kurt Van De Wouwer (BEL)   | 26è              |
| 116              | Kurt Van Lancker (BEL)     | DNF-5            |
| 117              | Ief Verbrugghe (BEL)       | DNF-12           |
| 118              | Rik Verbrugghe (BEL)       | 9è               |
| 119              | Aart Vierhouten (NED)      | 104è             |

| Mapei-Quick Step MAP | Mapei-Quick Step MAP    | Mapei-Quick Step MAP |
| -------------------- | ----------------------- | -------------------- |
| Núm                  | Ciclista                | Pos                  |
| 121                  | Paolo Bettini (ITA)     | NP-8                 |
| 122                  | Davide Bramati (ITA)    | 71è                  |
| 123                  | Dario David Cioni (ITA) | 29è                  |
| 124                  | Cadel Evans (AUS)       | 14è                  |
| 125                  | Paolo Fornaciari (ITA)  | 92è                  |
| 126                  | Stefano Garzelli (ITA)  | NP-10                |
| 127                  | Robert Hunter (RSA)     | DNF-6                |
| 128                  | Daniele Nardello (ITA)  | 42è                  |
| 129                  | Andrea Noè (ITA)        | 20è                  |

| Mercatone Uno ___ | Mercatone Uno ___              | Mercatone Uno ___ |
| ----------------- | ------------------------------ | ----------------- |
| Núm               | Ciclista                       | Pos               |
| 131               | Marco Pantani (ITA)            | DNF-16            |
| 132               | Andrei Mizúrov (KAZ)           | 37è               |
| 133               | Daniel Clavero Sebastián (ESP) | NP-5              |
| 134               | Riccardo Forconi (ITA)         | DNF-10            |
| 135               | Luca Mazzanti (ITA)            | 67è               |
| 136               | Francesco Secchiari (ITA)      | NP-5              |
| 137               | Roberto Sgambelluri (ITA)      | NP-12             |
| 138               | Gianmario Ortenzi (ITA)        | 99è               |
| 139               | Fabiano Fontanelli (ITA)       | 135è              |

| Formaggi Trentini ___ | Formaggi Trentini ___             | Formaggi Trentini ___ |
| --------------------- | --------------------------------- | --------------------- |
| Núm                   | Ciclista                          | Pos                   |
| 141                   | Domenico Gualdi (ITA)             | DNF-16                |
| 142                   | Ruggero Marzoli (ITA)             | DNF-15                |
| 143                   | Saša Gajičić (SRB)                | DNF-12                |
| 144                   | Antonio Rizzi (ITA)               | DNF-13                |
| 145                   | Moreno Di Biase (ITA)             | 137è                  |
| 146                   | Denis Bondarenko (RUS)            | 105è                  |
| 147                   | Uroš Murn (SLO)                   | 86è                   |
| 148                   | Hector Orlando Mesa (COL)         | 80è                   |
| 149                   | Luis Felipe Laverde Jiménez (COL) | 31è                   |

| Phonak Hearing Systems PHO | Phonak Hearing Systems PHO            | Phonak Hearing Systems PHO |
| -------------------------- | ------------------------------------- | -------------------------- |
| Núm                        | Ciclista                              | Pos                        |
| 151                        | Matthias Buxhofer (AUT)               | 55è                        |
| 152                        | Juan Carlos Domínguez Domínguez (ESP) | 75è                        |
| 153                        | Cédric Fragnière (SUI)                | DNF-2                      |
| 154                        | Fabrice Gougot (FRA)                  | 127è                       |
| 155                        | Bert Grabsch (GER)                    | 61è                        |
| 156                        | Alexandre Moos (SUI)                  | 51è                        |
| 157                        | Óscar Pereiro Sio (ESP)               | 11è                        |
| 158                        | Massimo Strazzer (ITA)                | 116è                       |
| 159                        | Sven Teutenberg (GER)                 | DNF-12                     |

| Rabobank RAB | Rabobank RAB            | Rabobank RAB |
| ------------ | ----------------------- | ------------ |
| Núm          | Ciclista                | Pos          |
| 161          | Michael Boogerd (NED)   | 17è          |
| 162          | Jan Boven (NED)         | 57è          |
| 163          | Marc Lotz (NED)         | 70è          |
| 164          | Geert Verheyen (BEL)    | 47è          |
| 165          | Steven de Jongh (NED)   | 98è          |
| 166          | Addy Engels (NED)       | 24è          |
| 167          | Grischa Niermann (GER)  | 22è          |
| 168          | Mathew Hayman (AUS)     | 91è          |
| 169          | Thorwald Veneberg (NED) | 65è          |

| Tacconi Sport ___ | Tacconi Sport ___       | Tacconi Sport ___ |
| ----------------- | ----------------------- | ----------------- |
| Núm               | Ciclista                | Pos               |
| 171               | Dario Frigo (ITA)       | 10è               |
| 172               | Ruggero Borghi (ITA)    | DNF-3             |
| 173               | Massimo Apollonio (ITA) | 114è              |
| 174               | Eddy Mazzoleni (ITA)    | 15è               |
| 175               | Zoran Klemenčič (SLO)   | FC-16             |
| 176               | Mauro Gerosa (ITA)      | 102è              |
| 177               | Sylwester Szmyd (POL)   | 44è               |
| 178               | Mauro Radaelli (ITA)    | 113è              |
| 179               | Steve Zampieri (SUI)    | 89è               |

| Team Coast COA | Team Coast COA                 | Team Coast COA |
| -------------- | ------------------------------ | -------------- |
| Núm            | Ciclista                       | Pos            |
| 181            | Manuel Beltrán Martínez (ESP)  | 52è            |
| 182            | André Korff (GER)              | 115è           |
| 183            | Fernando Escartín Coti (ESP)   | 8è             |
| 184            | Fabrizio Guidi (ITA)           | DNF-18         |
| 185            | Frank Høj (DEN)                | 107è           |
| 186            | Francisco José Lara Ruiz (ESP) | 46è            |
| 187            | Lars Michaelsen (DEN)          | 112è           |
| 188            | Raphael Schweda (GER)          | 78è            |
| 189            | Malte Urban (GER)              | 134è           |

| Colpack-Astro CPK | Colpack-Astro CPK       | Colpack-Astro CPK |
| ----------------- | ----------------------- | ----------------- |
| Núm               | Ciclista                | Pos               |
| 191               | Denis Lunghi (ITA)      | 30è               |
| 192               | Matteo Carrara (ITA)    | 81è               |
| 193               | Michele Colleoni (ITA)  | DNF-16            |
| 194               | Matteo Gigli (ITA)      | 133è              |
| 195               | Leonardo Giordani (ITA) | NP-4              |
| 196               | Renzo Mazzoleni (ITA)   | 96è               |
| 197               | Miguel Ángel Meza (MEX) | 129è              |
| 198               | Hidenori Nodera (JPN)   | 139è              |
| 199               | Vladimir Smirnov (LTU)  | DNF-5             |

| CSC-Tiscali CSC | CSC-Tiscali CSC                       | CSC-Tiscali CSC |
| --------------- | ------------------------------------- | --------------- |
| Núm             | Ciclista                              | Pos             |
| 201             | Carlos Sastre Candil (ESP)            | 38è             |
| 202             | Francisco Javier Cerezo Perales (ESP) | 59è             |
| 203             | Marcelino García Alonso (ESP)         | 39è             |
| 204             | Tyler Hamilton (USA)                  | 2n              |
| 205             | Danny Jonasson                        | 132è            |
| 206             | Jimmi Madsen (DEN)                    | 108è            |
| 207             | Andrea Peron (ITA)                    | 73è             |
| 208             | Michael Rasmussen (DEN)               | 45è             |
| 209             | Manuel Calvente (ESP)                 | 60è             |

| Telekom TEL | Telekom TEL            | Telekom TEL |
| ----------- | ---------------------- | ----------- |
| Núm         | Ciclista               | Pos         |
| 211         | Ralf Grabsch (GER)     | 111è        |
| 212         | Serguei Iàkovlev (KAZ) | 90è         |
| 213         | Torsten Hiekmann (GER) | 49è         |
| 214         | Jens Heppner (GER)     | NP-18       |
| 215         | Danilo Hondo (GER)     | NP-5        |
| 216         | Kai Hundertmarck (GER) | 93è         |
| 217         | Matthias Kessler (GER) | 25è         |
| 218         | Jan Schaffrath (GER)   | 122è        |
| 219         | Stephan Schreck (GER)  | 110è        |

## Classificacions

### Classificació general
| Posició | Ciclista           | Equip         | Temps      |
| ------- | ------------------ | ------------- | ---------- |
| 1       | Paolo Savoldelli   | Index-Alexia  | 89h22'42 " |
| 2       | Tyler Hamilton     | CSC-Tiscali   | a 1'41 "   |
| 3       | Pietro Caucchioli  | Alessio       | a 2'12 "   |
| 4       | Juan Manuel Gárate | Lampre        | a 3'14 "   |
| 5       | Pavel Tonkov       | Lampre        | a 5'34 "   |
| 6       | Aitor González     | Kelme         | a 6'54 "   |
| 7       | Georg Totschnig    | Gerolsteiner  | a 7'02 "   |
| 8       | Fernando Escartín  | Team Coast    | a 7'07 "   |
| 9       | Rik Verbrugghe     | Lotto-Adecco  | a 9'36 "   |
| 10      | Dario Frigo        | Tacconi Sport | a 11'50 "  |

### Classificació per punts
| Posició | Ciclista            | Equip         | Punts |
| ------- | ------------------- | ------------- | ----- |
| 1       | Mario Cipollini     | Acqua & Sap.  | 184   |
| 2       | Massimo Strazzer    | Phonak        | 166   |
| 3       | Aitor González      | Kelme         | 106   |
| 4       | Alessandro Petacchi | Fassa Bortolo | 101   |
| 5       | Tyler Hamilton      | CSC-Tiscali   | 86    |

### Classificació de la muntanya
| Posició | Ciclista                | Equip                 | Punts |
| ------- | ----------------------- | --------------------- | ----- |
| 1       | J. Alberto Pérez Cuapio | panaria               | 69    |
| 2       | José Castelblanco       | Colòmbia-Selle Itàlia | 33    |
| 3       | Pavel Tonkov            | Lampre                | 25    |
| 4       | Daniele De Paoli        | Alessio               | 22    |
| 5       | Sergio Barbero          | Lampre                | 20    |

### Classificació de l'Intergiro
| posició | ciclista         | equip         | temps      |
| ------- | ---------------- | ------------- | ---------- |
| 1       | Massimo Strazzer | Phonak        | 55h05'46 " |
| 2       | Serhiy Honchar   | Fassa Bortolo | a 4'26 "   |
| 3       | Aitor González   | Kelme         | a 4'41 "   |
| 4       | Tyler Hamilton   | CSC-Tiscali   | a 4'46 "   |
| 5       | Biagio Conte     | Saeco         | a 4'55 "   |

### Classificació per equips - Trofeu Fast Team
| posició | equip            | temps       |
| ------- | ---------------- | ----------- |
| 1       | Alessio          | 267h57'29 " |
| 2       | Lampre-Daikin    | a 30'10 "   |
| 3       | Rabobank         | a 40'12 "   |
| 4       | Team CSC-Tiscali | a 42'03 "   |
| 5       | Mapei-Quick Step | a 45'55 "   |

### Classificació per equips - Trofeu Super Team
| posició | equip                  | punts |
| ------- | ---------------------- | ----- |
| 1       | Alessio                | 360   |
| 2       | Phonak Hearing Systems | 306   |
| 3       | Fassa Bortolo          | 284   |
| 4       | Mapei-Quick Step       | 313   |
| 5       | Lampre-Daikin          | 280   |

## Evolució de les classificacions
| Etapa (Vencedor)               | Classificació general | Classificació per punts | Classificació de la muntanya | Classificació per equips |
| ------------------------------ | --------------------- | ----------------------- | ---------------------------- | ------------------------ |
| Pròleg Juan Carlos Domínguez   | Juan Carlos Domínguez | non-décerné             | non-décerné                  | non-décerné              |
| 1ª Mario Cipollini             | Mario Cipollini       | Mario Cipollini         | non-décerné                  | Phonak                   |
| 2ª Stefano Garzelli            | Stefano Garzelli      | Mario Cipollini         | Francesco Casagrande         | Mapei                    |
| 3ª Mario Cipollini             | Stefano Garzelli      | Mario Cipollini         | Francesco Casagrande         | Mapei                    |
| 4ª Robbie McEwen               | Stefano Garzelli      | Mario Cipollini         | Francesco Casagrande         | Mapei                    |
| 5ª Stefano Garzelli            | Stefano Garzelli      | Mario Cipollini         | Stefano Garzelli             | Mapei                    |
| 6a Giovanni Lombardi           | Jens Heppner          | Mario Cipollini         | Stefano Garzelli             | Kelme                    |
| 7a Rik Verbrugghe              | Jens Heppner          | Mario Cipollini         | Stefano Garzelli             | Kelme                    |
| 8a Aitor González              | Jens Heppner          | Massimo Strazzer        | Stefano Garzelli             | Kelme                    |
| 9a Mario Cipollini             | Jens Heppner          | Mario Cipollini         | Stefano Garzelli             | Kelme                    |
| 10a Robbie McEwen              | Jens Heppner          | Massimo Strazzer        | Ruggero Marzoli              | Kelme                    |
| 11a Gilberto Simoni            | Jens Heppner          | Massimo Strazzer        | Gilberto Simoni              | Kelme                    |
| 12a Denis Lunghi               | Jens Heppner          | Massimo Strazzer        | José Castelblanco            | Alessio                  |
| 13a Julio Alberto Pérez Cuapio | Jens Heppner          | Massimo Strazzer        | Francesco Casagrande         | Alessio                  |
| 14a Tyler Hamilton             | Jens Heppner          | Massimo Strazzer        | Francesco Casagrande         | Alessio                  |
| 15eª Mario Cipollini           | Jens Heppner          | Massimo Strazzer        | José Castelblanco            | Alessio                  |
| 16a Julio Alberto Pérez Cuapio | Cadel Evans           | Massimo Strazzer        | Julio Alberto Pérez Cuapio   | Alessio                  |
| 17a Pavel Tonkov               | Paolo Savoldelli      | Massimo Strazzer        | Julio Alberto Pérez Cuapio   | Alessio                  |
| 18. ª Mario Cipollini          | Paolo Savoldelli      | Mario Cipollini         | Julio Alberto Pérez Cuapio   | Alessio                  |
| 19a Aitor González             | Paolo Savoldelli      | Mario Cipollini         | Julio Alberto Pérez Cuapio   | Alessio                  |
| 20a Mario Cipollini            | Paolo Savoldelli      | Mario Cipollini         | Julio Alberto Pérez Cuapio   | Alessio                  |
| final                          | Paolo Savoldelli      | Mario Cipollini         | Julio Alberto Pérez Cuapio   | Alessio                  |